# L'Initiation de Kalachakra : Pour la paix dans le monde
L'initiation de Kalachakra : Pour la paix dans le monde est un livre du dalaï-lama. 

## Résumé
Ce livre comporte le Tantra de Kalachakra pour la première fois dans sa version intégrale en français. Il est commenté par le dalaï-lama. Ce rituel de type initiatique comporte un secret véhiculé intérieurement, et non dans le texte. Le rituel de l’initiation de Kalachakra donné par  le dalaï-lama, est une adaptation de L'Illumination de la pensée, Rituel d'entrée dans le mandala du glorieux Kalachakra, composée par Khedrup Je, et Le Rituel de Kalachakra sous forme simplifiée, écrit au début du XXe siècle par Drewo Khangsar Rinpoché, maître et érudit gelugpa de la province tibétaine du Kham.
La version française du livre comporte des notes précisant les références du rituel, un lexique sanskrit-français des déités de l’initiation. Une chronologie de la dynastie des rois et kalkins de Shambhala est présentée, le dalaï-lama en étant une émanation et s’y référant à chaque initiation de Kalachakra. Des tables et des graphiques soutiennent la logique du processus de transformation intérieure.